# Плута (Мехединци)
Плута (рум. Pluta) насеље је у Румунији у округу Мехединци у општини Бутојешти. Oпштина се налази на надморској висини од 140 m.

## Становништво
Према подацима из 2002. године у насељу је живело 527 становника, од којих су сви румунске националности.